# Mary Leakey
Mary Douglas Leakey z domu Nicol (ur. 6 lutego 1913 w Londynie, zm. 9 grudnia 1996 w Nairobi) – brytyjska archeolog i paleoantropolog.

## Zarys biografii
Rozsławiona przez odnalezienie w 1978 w Laetoli (Tanzania) skamieniałych odcisków stóp w prehistorycznych popiołach wulkanicznych sprzed 3,6 mln lat. Były to odciski stóp, prawie takie same jak ludzkie, samca i samicy, którzy szli obok siebie w pozycji wyprostowanej. Świadczy to o tym, że hominidzi w tym okresie przyjęli już postawę wyprostowaną. Dużo wcześniej, w 1959 znalazła w Olduvai (Oldupai), położonym na skraju Parku Narodowego Serengeti w Tanzanii fragment czaszki wczesnego hominida zaliczonego przez nią do rodzaju Zinjanthropus boisei – na cześć średniowiecznych mieszkańców Afryki Wschodniej, w pismach arabskich nazywanych Zindż (obecnie Paranthropus boisei), szacowane na 1,75 mln lat. Czaszka posiadała masywne kości, potężne szczęki i stosunkowo mały mózg.

## Życie prywatne
Żona Louisa Leakeya, matka Richarda Leakeya.

## Wybrane publikacje książkowe
- Olduvai Gorge: My Search for Early Man (1979)
- Disclosing the Past (1984)[3] – autobiografia

## Ciekawostki
- 6 lutego 2013 na stronie głównej wyszukiwarki Google, Mary Leakey została ukazana jako Doodle z okazji setnej rocznicy jej urodzin[4].